# La Charrette, route sous la neige à Honfleur
La Charrette, route sous la neige à Honfleur est un tableau réalisé par le peintre français Claude Monet vers 1867. Cette huile sur toile est un paysage hivernal qui représente une route enneigée empruntée par une charrette à Honfleur, dans le Calvados. Léguée par Isaac de Camondo en 1911, l'œuvre est aujourd'hui conservée au musée d'Orsay, à Paris, une peinture comparable se trouvant au musée du Louvre sous le titre d'Environs de Honfleur, neige.

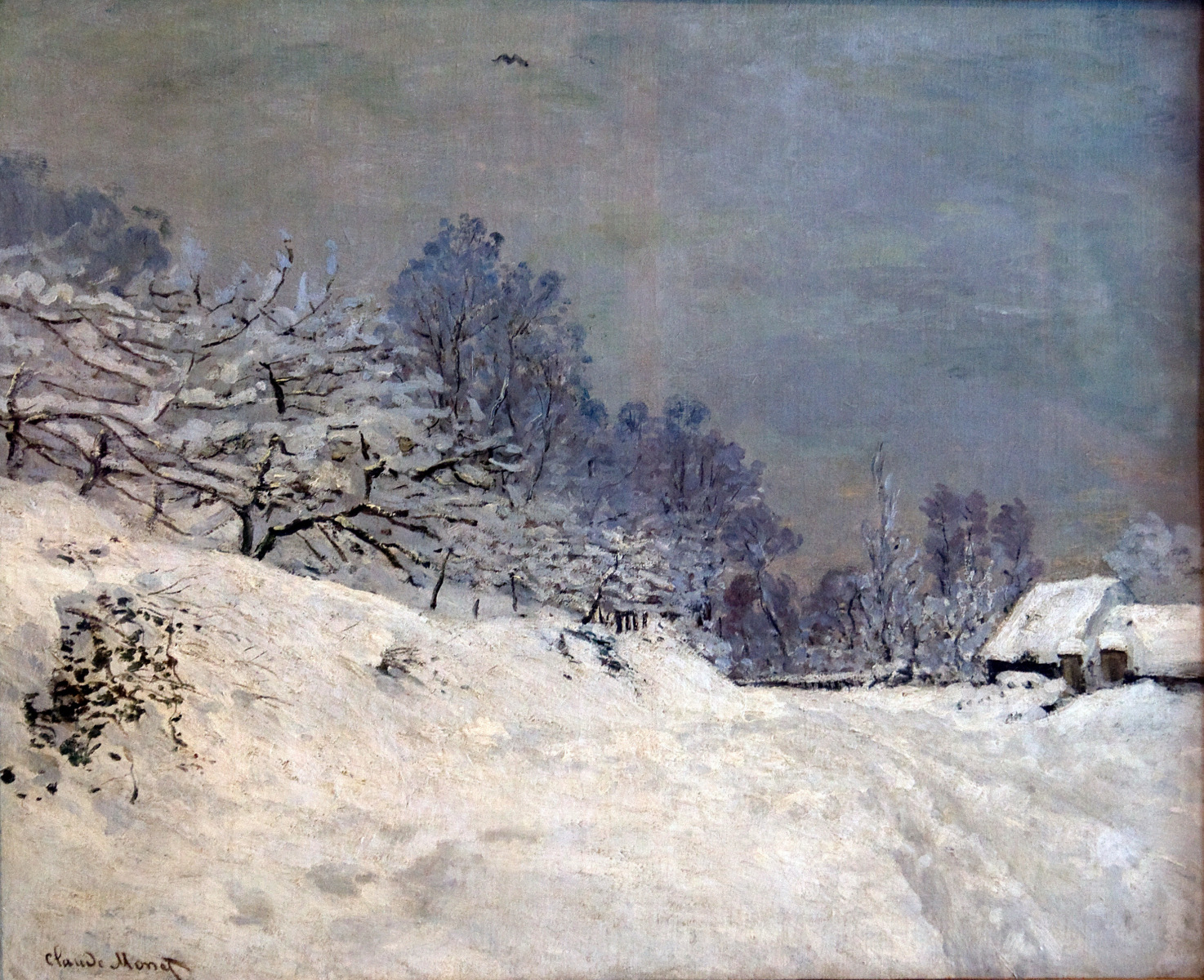
Environs de Honfleur, neige, 1867 – Musée du Louvre, Paris.